# 박보석
박보석 (1970년 7월 5일 ~ )은 대한민국의 대학교수이다. 한성대학교 미디어디자인학과 박사. 현재 한디칼(한성대학교 콘텐츠디자인칼리지) 의 시각디자인전공 교수로 재직중이다. 또한 프랙탈아티스트로 활동 중이다. 2009년 9월 13일 ~ 9월 27일 국립과천과학관에서 `프렉탈의 세계 보관됨 2015-09-24 - 웨이백 머신`라는 주제로 강연을 하기도 했다.
'
2015년 6월에 그동안 제작한 프랙탈아트 작품 30여점을 모아 국내 첫 개인전을 강원도 하슬라아트월드에서 열었다.
프랙탈(Fractal)'은 반복구조나 자기복제 구조를 말하는 것으로 '2009서울 빛축제'의 일환으로 설치된 故백남준의 '프랙탈 거북선(Fractal Turtleship)'에서 찾아 볼 수 있다.
프랙탈 거북선은 1920년대부터 제작된 총 348대의 낡은 텔레비전과 전화기, 축음기, 카메라 등을 재활용해 거북선 모양으로 제작한 작품으로 대전시립미술관에 전시된 것을 2010년 1월 2일 축제기간동안 광화문광장으로 옮겨와 전시한 바 있다.

디자인-박보석(2013)

디자인-박보석(2005)

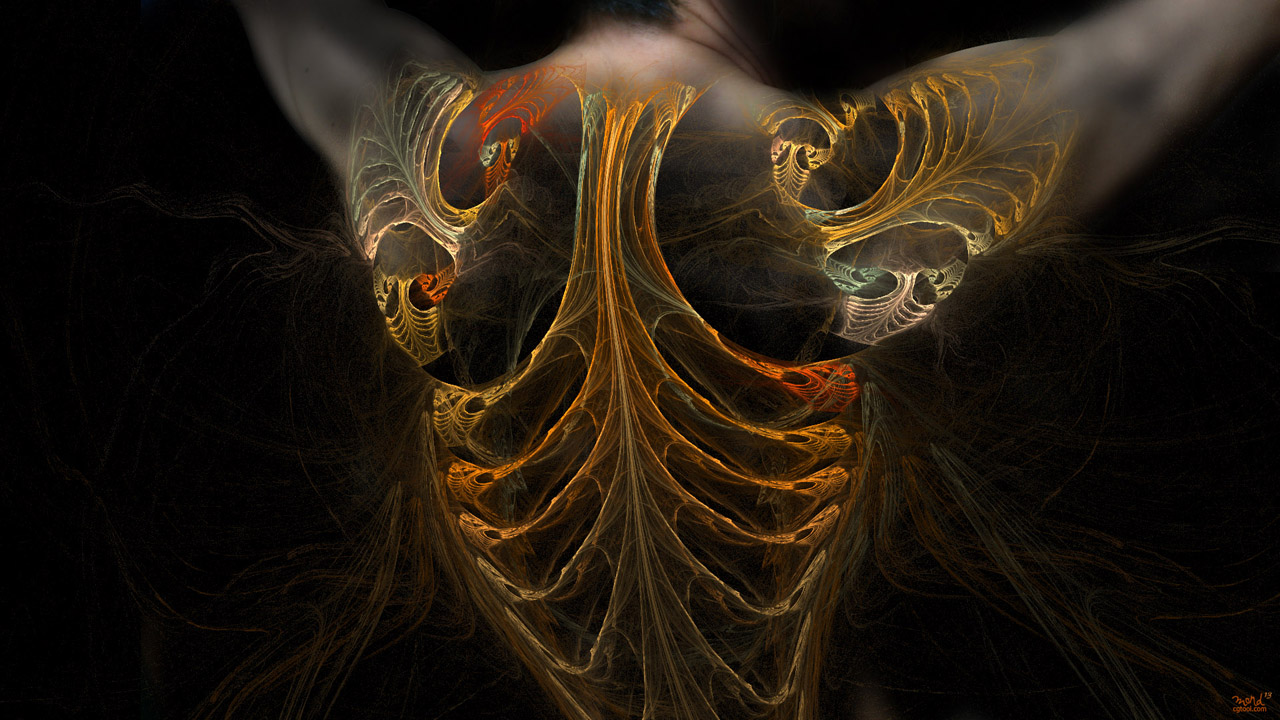
디자인-박보석(2013)

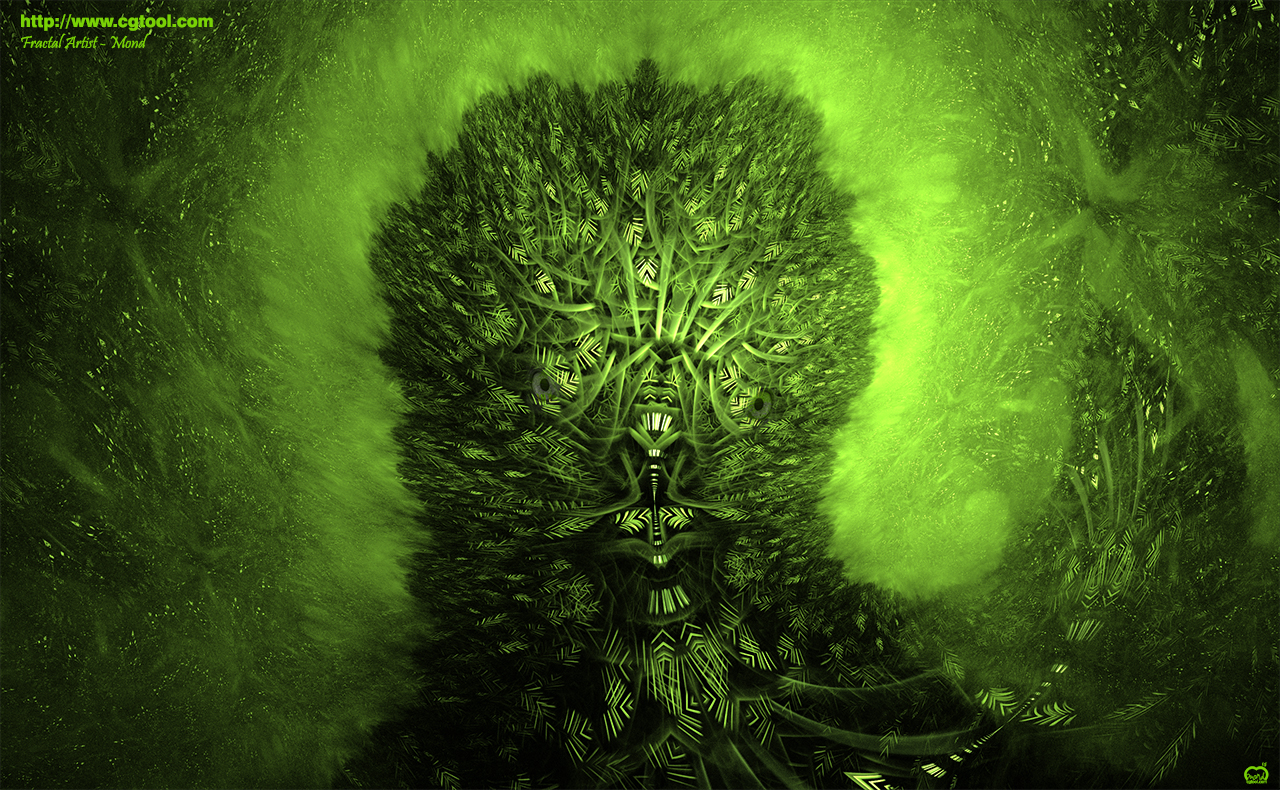
디자인-박보석(2014)

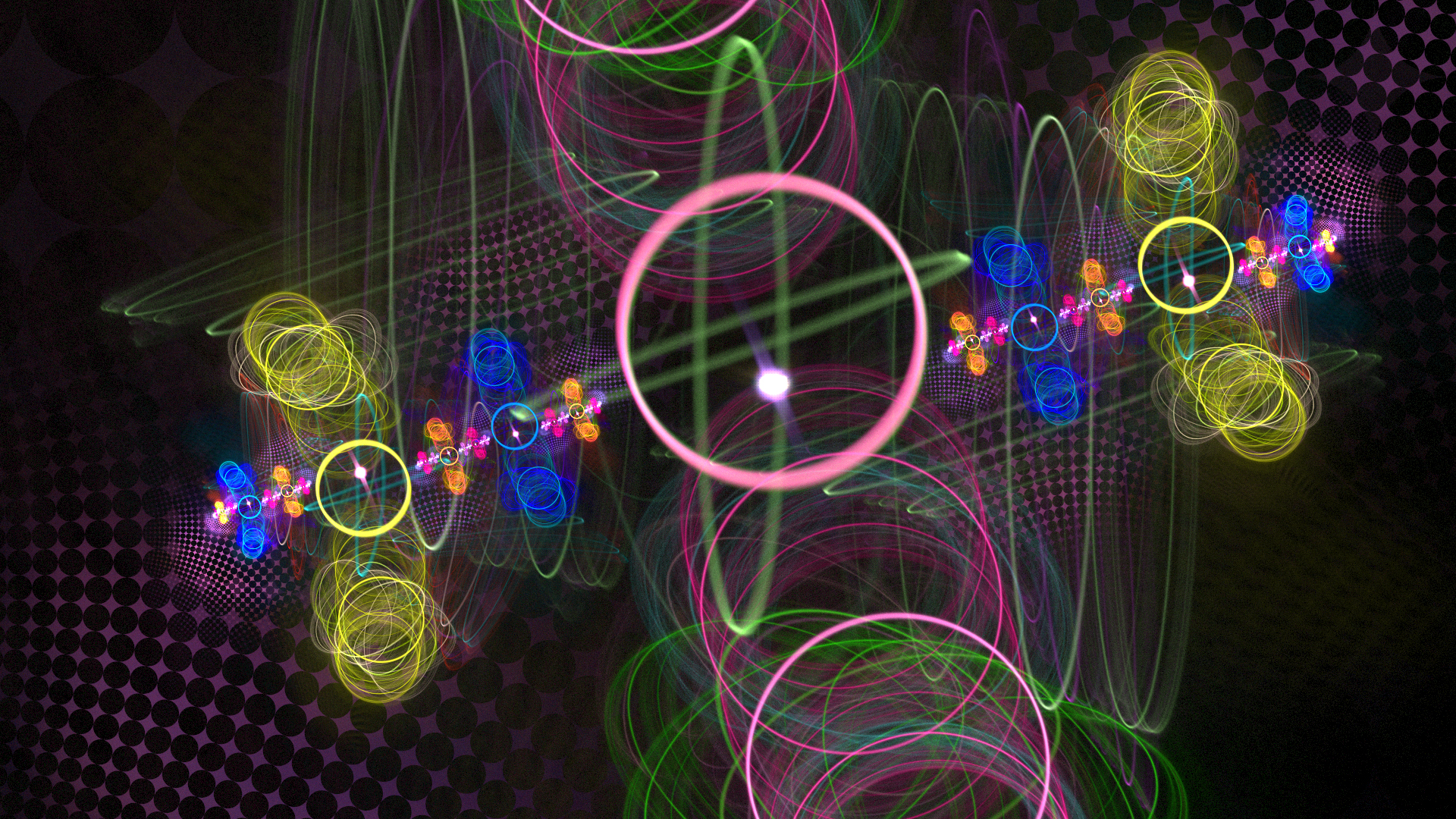
디자인-박보석(2014)

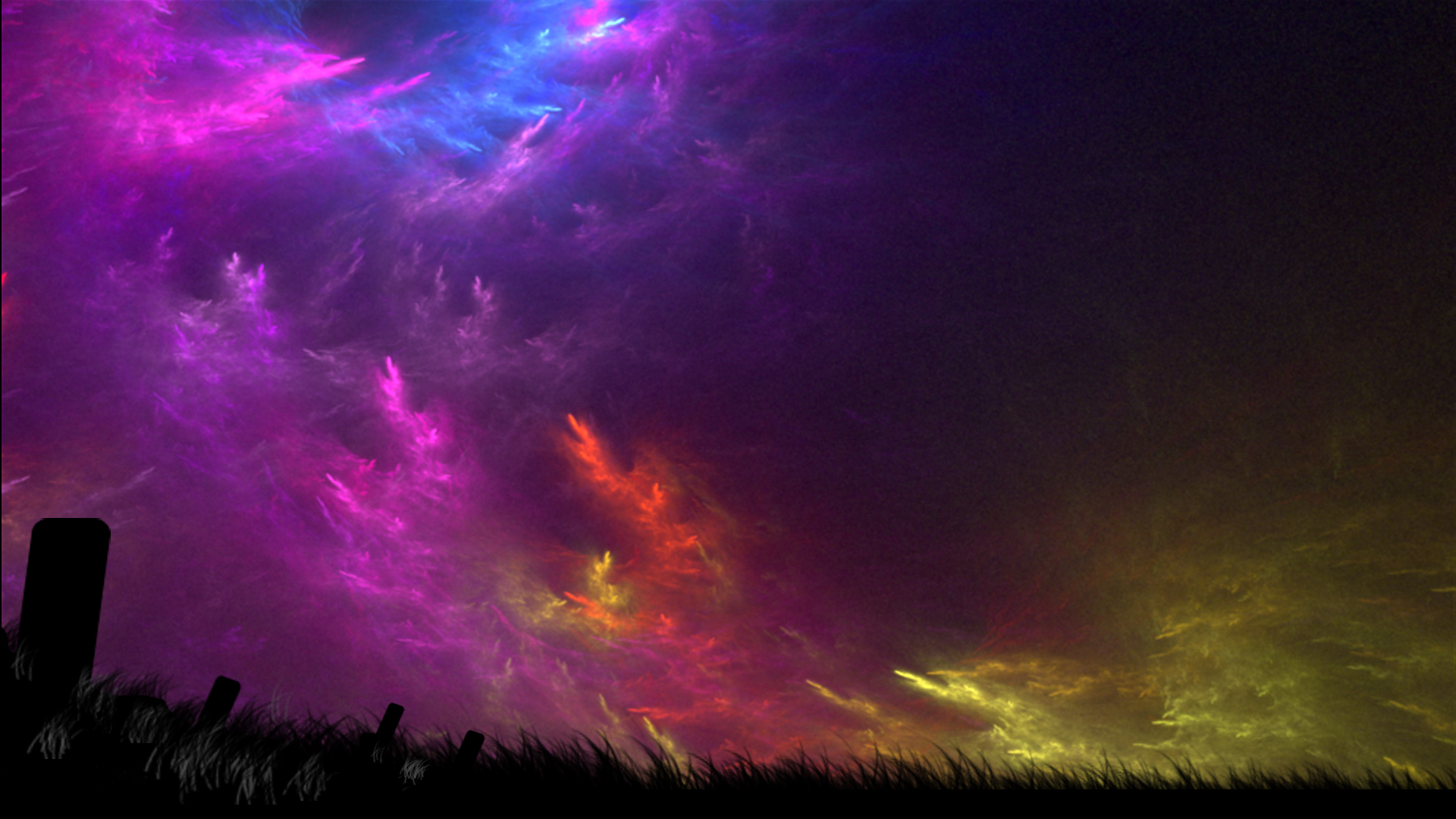
디자인-박보석(2005)

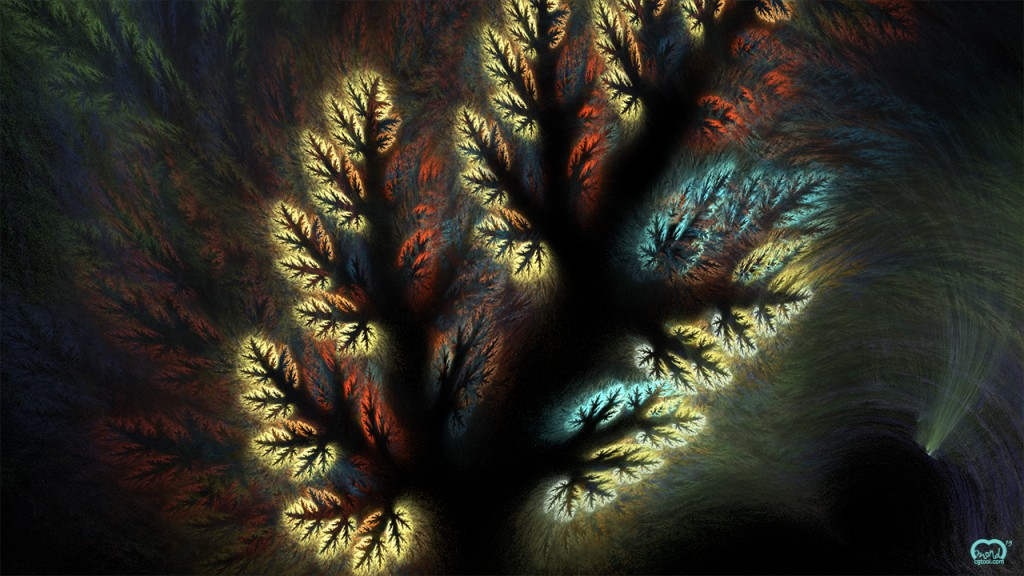
디자인-박보석(2015)

이처럼 미디어 아티스트들은 단순한 공상가가 아닌 현실주의적 공상가인 셈이다. 이러한 방식으로 미디어 아트는 현실과 상상의 이상적인 긴장관계를 적절하게 유지할 수 있다.
클리포드 픽오버(Clifford A. Pickover, 미국인)는 현대의 난해한 수학 중 하나인 프랙탈 이론을 컴퓨터를 활용하여 이미지로 완벽하게 구현하였다. 'Telopodite Fractal 1'은 그가 컴퓨터로 만든 이미지이다. 얼핏 보면 이 이미지는 그저 나무뿌리를 닮은 듯 보인다.
하지만 알고 보면 이 나무뿌리의 모양은 단순한 모양이 아니다. 그것은 마치 코흐 곡선처럼 프랙탈 도형으로 이루어져 있다. 코흐곡선은 처음에는 직선처럼 보이지만 확대해보면 몇 개의 직선이 꺾어져 있음을 발견한다.
그런데 그 직선을 이루고 있는 몇 개의 직선 역시 확대하며 단일한 직선이 아닌 몇 개의 꺾인 직선으로 이루어져 있다. 또 다시 확대하면 몇 개의 꺾인 직선들 자체도 직선이 아닌 몇 개의 꺾인 직선으로 이루어져 있다. 이 과정은 끝이 없다. 말하자면 우리가 직선이라고 보는 것은 미세하게 들여다보면 모두 다 직선이 아닌 것이다.

사실상 프랙탈의 이미지는 컴퓨터 매체로만 완벽하게 구현할 수 있는 것이며, 전통적인 평면회화나 도면으로서는 불가능하다. 이런 점에서 픽오버의 작품은 난해한 수학적 사고를 나무뿌리처럼 생긴 이미지를 통하여 계몽적으로 보여주는 것이다. 박보석은 대학교수로 이런 이론과 작업을 가르치는 프랙탈아티스트이다.

디자인-박보석(2008)

## 이력
- 2016년 한성대학교 디자인학 박사

|  | - 논문 《우리나라 학점은행제 교육기관의 디자인교육 방향 : 대학부설 학점은행제 실무형 디자인교육 사례를 중심으로》    |
|  | - 논문 《프랙탈 이론에 기반한 SNS기반 네트워크의 Segmentation》,《SNS시대에 나타나는 개인중심 광고의 기호학적 분석》 |

- 2007년 단국대학교 디자인대학원 석사

|  | - 석사논문 《웹2.0 시대의 위젯 아이콘 디자인 진화에 관한 연구》 |

- 2008년~ 한디칼 (한성대학교 콘텐츠디자인칼리지) 시각디자인학과 교수

## 기타
프랙탈은 물체를 현미경으로 들여다 볼 정도로 크게 확대를 하거나 무한히 축소를 할지라도 본래 물체가 가지고 있던 원래의 모습이 계속 유지되는 현상을 말한다. 우리 주위에서 많은 프랙탈 현상들을 찾을 수 있으며 최근 프랙탈을 이용한 의학연구를 비롯하여 음악 및 예술 분야에서도 활발하게 연구되고 있다.(박보석)